# 아리스 테살로니키 FC
아리스 FC(그리스어: Π.Α.Ε. Άρης)는 그리스의 축구 클럽으로 테살로니키에 연고를 두고 있으며 아리스라는 이름은 그리스 신화에 등장하는 전쟁의 신 아레스에서 유래된 이름이다.
아리스의 모구단 아리스 테살로니키는 축구 외에도 농구, 배구, 야구 팀도 같이 보유하고 있는 스포츠 클럽이다. 아리스는 그리스 리그 우승 3회의 기록을 보유하고 있으며 컵 대회 우승 1회의 기록도 보유하고 있지만 현재의 수페르리가 엘라다의 전신인 알파 에스니키가 만들어진 후로는 우승 기록이 없고 1980년의 준우승이 최고 성적이다.
아리스는 전간기 기간에는 그리스에서 가장 강하고 인기있는 팀들 중 하나였다. 1부 리그를 3회 우승(1928, 1932, 1946) 했으며 그리스 컵은 1회(1970) 우승한 기록이 있고 또한 1968년부터 2020년까지 유럽 대항전에서 홈 경기 28경기 연속 무패 기록을 가지고 있었으나 우크라이나의 FC 콜로스 코발리프카에게 패배 하면서 기록을 마감했다.

## 시설

### 경기장

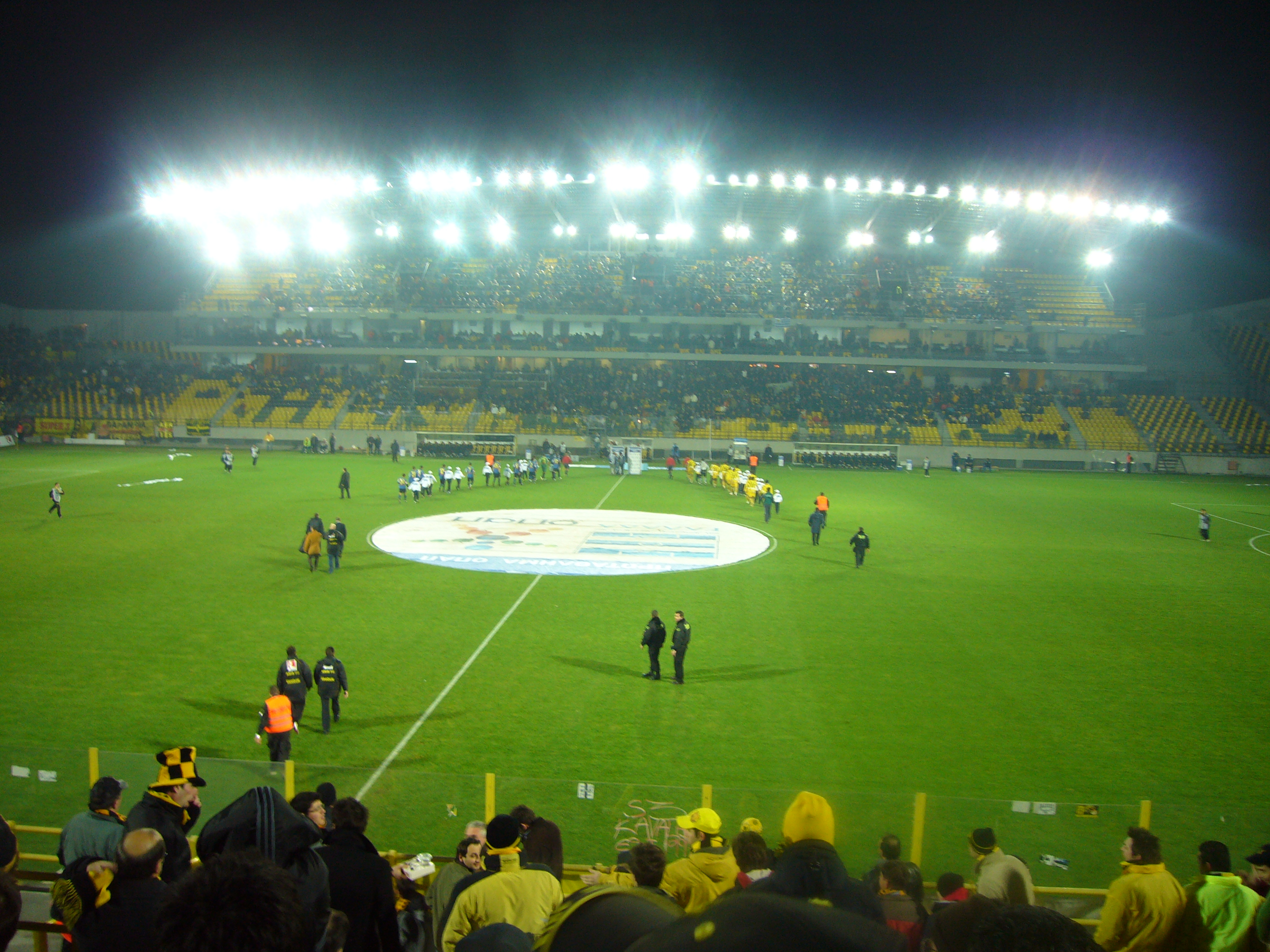
클레안티스 비켈리디스 스타디움의 내부 전경

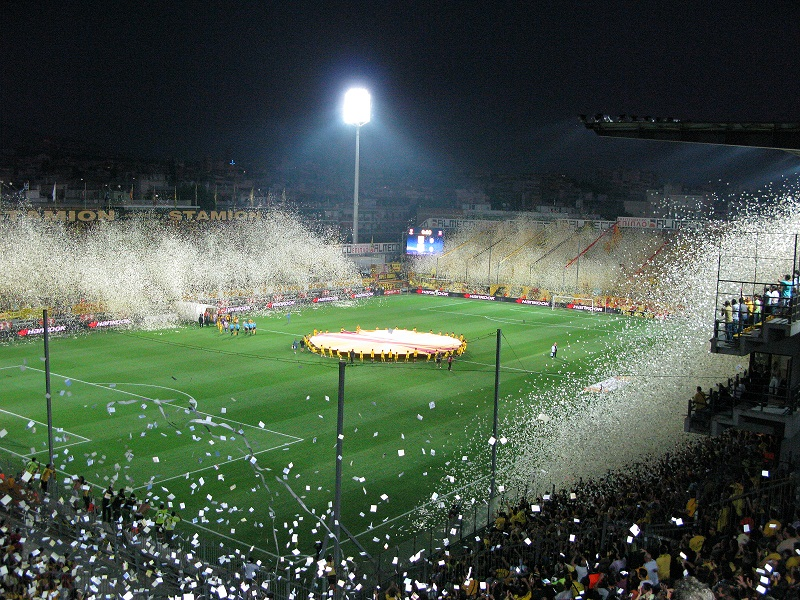
UEFA 유로파리그 경기가 열린 클레안티스 비켈리디스 스타디움의 모습

아리스의 경기장 이름은 구단의 레전드 선수였던 클레안티스 비켈리디스의 이름을 붙였다. 1951년에 지어진 이 경기장은 1972년에 새 지붕과 1975년에 새 북쪽 스탠드를 증축했다. 2004년에는 완전히 새롭게 보수했으며 현재 22,800의 관중을 수용할 수 있다.

### 트레이닝 시설
1970년대 후반부터 아리스 테살로니키는 국제공항 인근 테살로니키 외곽의 네오 리시오(다시게니오 스포츠 센터)에 축구장을 포함해 체육관, 수영장, 사우나, 기자실, 사무실, 식당, 락커룸 등 3헥타르 면적의 자체 훈련장을 만들었다. 이 시설은 2010년 9월에 당시 감독이었던 엑토르 쿠페르의 요구로 재건축되었다. 2018년에는 재보수를 거쳐 2019년 마침내 잔디가 변경되었다.

## 서포터즈
아리스의 팬층은 테살로니키의 모든 중산층이며 또한 그리스 전역에 퍼져있다. 그들의 최대 라이벌 클럽은 PAOK이며, 아테나의 빅클럽인 올림피아코스, 파나티나이코스와 AEK 아테네와도 라이벌 관계에 있다. 이중에서 PAOK와의 더비는 테살로니키 더비, 마케도니아 더비, 북부 그리스 더비로 불린다.
아리스의 메인 팬클럽은 슈퍼 3이며 상징은 불도그이다. 1988년부터 활동하고 있는 슈퍼 3는 그리스와 유럽 전역에 50개가 넘는 지부가 있으며 12,000여명의 멤버가 활동하고 있다. 그외에 독일, 이탈리아, 스웨덴과 같은 국가에서 조직화된 아리스의 팬클럽도 활동하고 있다. 어떤 여론조사에 따르면 아리스는 그리스 내에서 5번째로 유명한 팀이며 오랜 기간 동안 우승컵이 없음에도 약 300,000명 정도의 많은 팬이 있다고 한다.
2010년에 열린 파나티나이코스를 상대로 한 그리스 컵 결승전에서는 약 30,000명의 아리스 팬이 아테네로 몰려들며 이를 두고 그리스에서 가장 많은 축구 팬의 이동으로 표현했다.

## 선수 명단

### 현역
참고: FIFA 자격 규정에 따라 소속된 국가대표팀 국기를 표시합니다. 선수는 복수의 FIFA 비회원국 국적을 가지고 있을 수 있습니다.
| 번호 | 포지션 | 국적       | 이름              |
| ---- | ------ | ---------- | ----------------- |
| 3    | DF     |            | 파비아노          |
| 4    | DF     |            | 프란 벨레스       |
| 9    | MF     | 코스타리카 | 알바로 사모라     |
| 11   | MF     | 에콰도르   | 키케 사베리오     |
| 14   | DF     | 체코       | 야쿱 브라벡       |
| 16   | MF     | 체코       | 블라디미르 다리다 |
| 18   | DF     |            | 발렌티노 파토레   |
| 21   | MF     |            | 루벤 파르도       |
| 23   | GK     |            | 줄리안 쿠에스타   |
| 30   | MF     | 카메룬     | 장 줄스           |
| 33   | DF     |            | 마르틴 몬토야     |

| 번호 | 포지션 | 국적     | 이름        |
| ---- | ------ | -------- | ----------- |
| 80   | FW     |          | 로렌조 모론 |
| 92   | DF     | 모리셔스 | 린제이 로즈 |

## 역대 감독
| 감독                  | 임기      |
| --------------------- | --------- |
| 클레안티스 비켈리디스 | 1953~1954 |
| 클레안티스 비켈리디스 | 1957~1959 |
| 클레안티스 비켈리디스 | 1961      |
| 브란코 스탄코비치     | 1973~1975 |
| 데트마어 크라머       | 1981~1982 |
| 알케타스 파나굴리아스 | 1987~1990 |
| 이반 부초프           | 1991~1992 |
| 알케타스 파나굴리아스 | 1998~1999 |
| 일리야 페트코비치     | 1999~2000 |
| 앙리 미셸             | 2001      |
| 베른트 크라우스       | 2002      |
| 니코스 아나스토풀로스 | 2005~2006 |
| 마지뉴                | 2009      |
| 엑토르 쿠페르         | 2009~2011 |
| 미하우 프로비에시     | 2011~2012 |
| 니코스 아나스토풀로스 | 2015~2017 |
| 니코스 코스테노글루   | 2017      |
| 미하엘 외닝           | 2019~2020 |
| 헤르만 부르고스       | 2022      |
| 앨런 파듀             | 2022~2023 |

## 역대성적

### 국내
수페르리가 엘라다
- 우승 (3): 1927–28, 1931–32, 1945–46
- 준우승  (4): 1922–23, 1929–30, 1932–33, 1979–80

그리스 2부 리그
- 우승 (1): 1997–98
- 준우승 (1): 2017–18

그리스 3부 리그
- 우승 (1): 2015–16
- 준우승 (1): 2014–15

 그리스 컵
- 우승 (1): 1969–70
- 준우승 (8): 1931–32, 1932–33, 1939–40, 1949–50, 2002–03, 2004–05, 2007–08, 2009–10

### 지역
마케도니아 챔피언십
- 우승 (12): 1923-24, 1925-26, 1927-28, 1928-29, 1929-30, 1930-31, 1933-34, 1937-38, 1945-46, 1948-48, 1952-53, 1958-59

### 친선
대그리스 컵
- 우승 (1): 1970–71